# Privatizare
Privatizarea constă în transferul activelor care sunt în proprietatea statului sau a societăților comerciale cu capital majoritar de stat către investitori privați. Privatizarea mai poate însemna inclusiv externalizarea către firme private a unor funcții sau servicii precum colectarea veniturilor, aplicarea legii sau managementul închisorilor. 
Privatizarea poate descrie, de asemenea, schimbări ale proprietarilor unor active care nu implică sectorul public. Un exemplu ar fi achiziționarea tuturor acțiunilor unei companii cotate la bursă de către investitori privați. Acțiunile nu vor mai fi tranzacționate la bursa de valori, iar compania devine privată datorită capitalului privat.

## Forme de privatizare
Există cinci tipuri majore prin care se poate derula procesul de privatizare:
- Privatizare prin emiterea de acțiuni: aceasta implică vânzarea de acțiuni pe bursa de valori.
- Privatizare prin vânzarea activelor: aceasta implică vânzarea activelor unei companii de stat unor investitori strategici, de obicei prin licitație sau prin modelul Treuhand.
- Privatizare prin cupoane: aceasta implică distribuirea de cupoane, care reprezintă dreptul la o parte a unei corporații, către toți cetățenii, de obicei gratuit sau la un preț foarte scăzut.
- Privatizare de jos în sus: Înființarea de noi întreprinderi private în foste țări socialiste.
- Privatizarea către angajați sau management: Distribuirea de acțiuni în mod gratuit sau la un preț foarte scăzut către lucrători sau managementului organizației.

Alegerea metodei de privatizare este influențată de piața de capital și de factori politici locali sau specifici ai organizației. Privatizarea prin bursa de valori este deseori utilizată atunci când există o piață de capital stabilă capabilă să absoarbă acțiunile. O piață cu lichiditate ridicată poate facilita procesul de privatizare. Dacă piețele de capital nu sunt suficient dezvoltate, atunci va fi dificil să se găsească suficienți cumpărători. În acest caz acțiunile pot fi sub-evaluate, iar vânzările ar putea să nu ridice suficient capital ce justifică valoarea corectă a companiei. Așadar, multe guverne aleg să listeze companiile în piețe mai sofisticate, precum Euronext sau bursele din Londra, New York sau Hong Kong.
Vânzarea directă de active către câțiva investitori este practicată în special în țările în curs de dezvoltare, deoarece aceste țări nu au încă o piață de capital cu lichiditate ridicată.
Privatizarea prin emitere de cupoane a avut loc în principal în economiile de tranziție din Europa Centrală și de Est, precum Rusia, Polonia, Cehia și Slovacia.
În cadrul privatizării prin vânzarea directă a activelor sau prin emitere de acțiuni la bursă, ofertanții se întrec în a oferi prețurile cele mai mari, generând mai multe venituri pentru stat. Pe de altă parte, privatizarea prin cupoane ar putea crea un transfer veritabil de active către populația generală, ce oferă un sentiment de participare și incluziune în rândul oamenilor. În plus, o piață ar putea fi creată dacă guvernul permite transferul de cupoane între titulari.

## Opinii

### Argumente pentru privatizare
Studiile arată că piața privată poate lucra mai eficient decât guverne datorită concurenței pe piața liberă. De-a lungul timpului, acest lucru tinde să conducă la prețuri mai mici, calitate îmbunătățită, o varietate mai mare de bunuri și servicii, mai puțină corupție, mai puțină birocrație și livrare mai rapidă. Cu toate acestea, multi susținători ai privatizării nu cred că totul ar trebui să fie privatizat. Potrivit acestora, disfuncționalități ale pieței și monopoluri naturale ar putea aduce probleme. Cu toate acestea, anarho-capitaliștii prefera ca fiecare funcție din stat să fie privatizată, inclusiv aceea de apărare sau de soluționare a disputelor.
Argumentele pentru privatizare sunt:
- Performanța – Industriile de stat au tendința să fie birocratice și ineficiente. Un guvern politic poate fi motivat să îmbunătățească anumite companii de stat doar atunci când performanțele sale slabe devin sensibile din punct de vedere politic.
- Creșterea eficienței – Companiile private și firmele au o motivație mai mare de a produce bunuri de calitate și de a oferii servicii eficiente pentru a-și maximiza profiturile.
- Specializarea – O afacere privată are capacitatea de a-și concentra toate resursele pe funcții specifice. O firmă de stat nu dispune de resursele necesare și suport politic pentru a se specializa în oferirea anumitor bunuri și servicii, deoarece aceasta trebuie să servească unui număr cât mai mare de persoane dintr-o populație.
- Îmbunătățirile – În multe cazuri, guvernele întârzie investițiile sau restructurările în companiile de stat datorită unor interese speciale și a sensibilității politice.
- Corupția – Funcțiile din companiile de stat sunt predispuse la corupție; Deciziile din companiile de stat sunt în general luate după criterii politice sau câștiguri personale ale acelor manageri (i.e. abuz în serviciu), în loc să se țină cont de factori economici sau bunăstarea populației. Corupția dintr-o companie de stat afectează în mod continuu performanța companiei și activitățile de zi cu zi, în timp ce corupția din cadrul procesului de privatizare este un eveniment ce se petrece o singură dată și nu afectează ulterior performanța companiei.
- Responsabilitatea – Manageri companiilor private răspund în fața proprietarilor și a consumatorilor, și sunt schimbați dacă performanța lor nu este satisfăcătoare. Managerii companiilor de stat sunt responsabili în fața comunității mai largi și a partidelor politice. Acest lucru poate reduce capacitatea lor de a satisface nevoile clienților, și poate influența deciziile de investiții care ar putea fi profitabile.
- Amenințarea libertăților civice – O companie controlată de stat poate avea acces la informații care pot fi utilizate împotriva cetățenilor care nu sunt de acord cu politicile acestor companii. Vezi libertate de expresie.
- Obiective – Un guvern politic are tendința să conducă o industrie sau o companie pentru scopuri politice, în loc de cele economice.
- Capital – În general, companiile private pot să strângă mai ușor fonduri de investiții de pe piețele financiare, atunci când astfel de piețe există și au lichiditate adecvată. În timp ce ratele dobânzilor pentru companiile private sunt în general mai mari decât pentru companiile de stat, acest lucru poate servi ca un instrument util de constrângere pentru a promova investiții eficiente făcute de companii private, în loc să fie combinate per ansamblu cu riscul de credit al țării. Deciziile de investiții sunt apoi reglementate de ratele dobânzii de pe piața financiară. De cealaltă parte, companiile și industriile de stat trebuie să concureze cu cereri de la alte departamente guvernamentale și cu interese politice sau speciale.
- Salvarea de la faliment – Guvernele au avut tendința să salveze de la faliment companiile neperformante de stat, datorită sensibilității la pierderile de locuri de muncă, atunci când din punct de vedere economic ar fi mai bine să lase companiile să intre în faliment datorită prezenței pe piață a altor competitori mai eficienți.
- Lipsa disciplinei de piață – Companiile de stat care sunt prost gestionate nu riscă să intre în faliment (vezi punctul anterior), să le fie schimbat managementul sau să fie preluate de către alți concurenți, așa cum este cazul în companiile private. În plus, companiile private sunt capabile să-și asume riscuri mai mari pentru anumite investiții și apoi să aplice pentru protecție de la faliment împotriva creditorilor dacă aceste riscuri duc la pierderi.
- Monopoluri naturale – Existența monopolurilor naturale nu înseamnă că aceste sectoare trebuie să fie deținute de stat. Parlamentul poate adopta legislație pentru a evita comportamentul anti-concurențial al companiilor.
- Concentrația de avere – Dreptul de proprietate și profiturile companiilor privatizate au tendința să fie mai dispersate și diversificat în rândul populației, în special dacă în decursul privatizării se oferă cupoane populației. Disponibilitatea mai multor canale de investiții stimulează piețele de capital și promovează lichiditate și crearea de locuri de muncă.
- Influența politică – Industriile naționalizate sunt predispuse la interferențe politice sau motive populiste. Un exemplu ar fi atunci când o industrie cumpără bunuri de la producători locali (ce pot fi mai scumpe sau de calitate mai scăzută decât cele cumpărate din străinătate). Alte exemple includ forțarea unei industrii să-și înghețe prețurile/tarifele pentru a satisface nevoile electoratul sau pentru controlul inflației, creșterea de personal într-o industrie pentru a reduce șomajul (care altfel nu ar fi fost necesară), sau mutarea forțată a operațiunilor unor firme de stat în zone marginale.
- Profituri – Companiile private există pentru a genera profituri pentru acționari. Acestea fac profit prin convingerea consumatorilor să cumpere produsele lor (în defavoarea concurenților), prin creșterea cererii pentru produsele lor, sau prin reducerea costurilor. Corporațiile private fac de obicei profit mai ridicat dacă servesc adecvat nevoile clienților lor. Corporațiile de dimensiuni diferite se pot concentra pe anumite nișe de piață, pentru a satisface nevoile unor grupuri specifice. Prin urmare, o companie cu o guvernanță corporativă bună vor fi motivate să satisfacă nevoile clienților săi în mod eficient.
- Locuri de muncă mai bine plătite – Atunci când economia devine mai eficientă, profiturile cresc, subvențiile guvernamentale sunt eliminate iar necesarul de taxe care să alimenteze bugetul de stat scade, mai mulți bani vor fi disponibili companiilor pentru investiții și consum. În consecință, locurile de muncă vor fi mai bine plătite și mai multe locuri de muncă vor fi create decât în cazul unor economii mai restrictive.

### Argumente împotriva privatizării
Oponenții anumitor privatizări susțin că anumite bunuri și servicii publice ar trebui să rămână în mâinile guvernului, în scopul de a se asigura că toată lumea din societate are acces la ele (cum ar fi aplicarea legii, sănătate sau educație). Atunci când guvernul oferă societății întregi anumite bunuri și servicii publice precum control al bolilor, se creează externalitate pozitivă (i.e. efecte secundare benefice). Constituțiile anumitor țări deleagă guvernele pentru furnizarea unor servicii de baza precum justiție, sănătate, apărare și bunăstarea generală. Aceste guverne furnizează aceste servicii în interes public pentru binele tuturor și pentru prosperitate colectivă. În cazul monopolurilor naturale, oponenții privatizărilor susțin că acestea nu sunt supuse concurenței loiale, și sunt așadar mai bine administrate de către stat.
Oponenții privatizărilor sunt sceptici cu privire la furnizarea de bunuri publice și servicii de către forme private pentru următoarele motive:
- Performanță – Un guvern ales în mod democratic este responsabil pentru oameni printr-o legislatură sau constituție, și este motivat să protejeze activele naționale. Profitul poate fi subordonat obiectivelor sociale.
- Îmbunătățiri – Guvernul este motivat să îmbunătățească performanța deoarece companiile de stat care funcționează bine aduc venituri la stat.
- Corupție – Miniștrii și funcționarii publici sunt obligați să respecte cele mai înalte standarde etice, și există coduri de conduită sau declarații de interese sau de avere. Cu toate acestea, anumite procese duc lipsă de transparență, ce ar permite funcționarilor publici care controlează companiile de stat să obțină câștiguri personale.
- Responsabilitate – Publicul are mai puține pârghii de supraveghere asupra companiilor private.
- Amenințarea libertăților civice – Un guvern ales în mod democratic este responsabil pentru oameni printr-un parlament, și poate interveni atunci când libertățile civile sunt amenințate.
- Obiective – Guvernul ar putea încerca să folosească companiile de stat ca instrumente pentru atingerea unor obiective sociale în beneficiul națiunii.
- Capital – Guvernele pot strânge fonduri foarte ieftin de pe piețele financiare pentru a acorda împrumuturi întreprinderilor de stat.
- Reduceri în servicii esențiale – Dacă o companie de stat ce furnizează servicii esențiale (cum ar fi cele de alimentare cu apă) este privatizată, noii proprietari ar putea abandona "obligația socială" pentru cei care sunt mai puțin capabili să plătească, sau să întrerupă serviciul în regiuni unde acest serviciu este neprofitabil.
- Monopoluri naturale – Privatizarea nu va duce la o concurență reală dacă există monopol natural.
- Concentrația de avere – Profiturile întreprinderilor de succes ajung în mâini private, de multe ori străine, în loc să fie folosite pentru binele populației.
- Influența politică – Guvernele pot să exercite mai ușor presiune pe firme de stat pentru a le ajuta să pună în aplicare politica guvernului.
- Profitul – Companiile private nu au alt scop decât maximizarea profiturilor. O companie privată va servi nevoile celor care sunt cei mai dispuși (și capabili) să plătească, spre deosebire de nevoile majorității, și sunt prin urmare anti-democratice. Cu cât este mai necesar un bun, cu atât elasticitatea cererii este mai mică, iar oamenii vor încerca să-l cumpere indiferent de preț. În cazul elasticității cererii de zero (perfect inelastic), teoria dintre cerere și ofertă nu mai funcționează.
- Privatizarea și sărăcia – Mai multe studii au confirmat că există atât persoane avantajate cât și dezavantajate în procesul privatizării. Numărul de persoane dezavantajate poate crește mult atunci când procesul de privatizare este corupt sau greșit (de exemplu, lipsa de transparență care duce la vânzarea activelor de stat pe sume minuscule către cei cu conexiuni politice, lipsa unor instituții care să reglementeze transferul către privat, designul inadecvat al procesului de privatizare ce poate conduce la desființarea activelor).[6]
- Pierderea locului de muncă – Datorită presiunii financiare suplimentare puse pe companiile privatizare pentru a reuși să opereze fără subvenții guvernamentale (spre deosebire de companiile de stat), anumite locuri de munca ar putea fii desființate pentru a păstra mai mulți bani în companie.
- Reducerea salariilor și beneficiilor – Un raport din 2014 al centrului In the Public Interest,[7] susține că "externalizarea serviciilor publice creează o spirală descendentă în care salariile și beneficiile muncitorilor poate face rău economiei locale și stabilității generale a clasei de mijloc și clasei muncitoare".[8]
- Produse de calitate inferioară – Companiile private ar putea să facă compromisuri la calitatea bunurilor și serviciilor oferite, în scopul de a maximiza profitul.[9]

## Privatizarea în România
În România, primul pas în vederea privatizării a fost constituit de adoptarea Legii nr.15/1990, prin care fostele întreprinderi de stat din vremea regimului comunist au fost transformate în societăți comerciale sau regii autonome.
Procesul de privatizare propriu-zisă a fost inițiat pe baza Legii nr.58/1991. Conform acestei legi, atribuția de privatizare a societăților comerciale aflate în proprietatea statului revenea unei instituții specializate, nou-create, denumită Fondul Proprietății de Stat (FPS). Instituția și-a schimbat denumirea în 2001, în Autoritatea pentru Privatizare și Administrarea Proprietățții Statului (APAPS), iar în 2004 a fost redenumită Autoritatea pentru Valorificarea Activelor Statului (AVAS).
În conformitate cu Legea nr.58/1991, participațiile statului la societățile comerciale constituite pe baza Legii nr.15/1990 erau transferate, în proporție de 30% către cinci fonduri regionale ale proprietății private (SIF-uri), restul de 70% rămânând în proprietatea statului și trecând în gestiunea FPS.
În cursul anilor '90 procesul de privatizare s-a derulat în mod lent. Astfel deși prin legea din anul 1991, se prevedea că privatizarea va trebui finalizată până la sfârșitul anului 1998, FPS-ul desființat, procesul de privatizare nu este încheiat nici în prezent, iar FPS-ul, chiar dacă și-a schimbat denumirea, continuă să existe.
În urma unor modificări legislative făcute începând cu anul 1997, deciziile privind procesul de privatizare au fost într-o oarecare măsură descentralizate. Deși FPS-ul a continuat să existe, o serie de acțiuni deținute de acesta au fost transferate altor autorități ale administrației publice, centrale și locale.
În prezent, procesul de privatizare este aproape încheiat. Principalele societăți care sunt încă în proprietatea statului, dar a căror vânzare este în curs de desfășurare sau se preconizează pentru viitorul apropiat sunt marii furnizorii de utilități (în special de energie electrică).
Companiile Roman Brașov și IMGB au fost vândute pe un dolar, plus preluarea datoriilor.
În februarie 2004, Combinatul Siderurgic Reșița (CSR) a fost vândut pe un euro către compania rusă TMK.
În 1993, existau deja 209 societăți mixte între companii cu capital de stat și investitori străini și 512 cu investitori români.
Metoda de privatizare de tip MEBO a fost un proces prin care activele unei companii erau vândute salariaților.
În perioada 1993-1996, numărul societăților vândute prin MEBO a fost de 837, adică 28,8% din totalul privatizărilor.
Începând cu 1995-1996 a fost inițiat programul de privatizare în masă, „cuponiada”, cum a intrat în conștiința publicului, care a constat în distribuirea gratuită către populație a unor „cupoane de privatizare”, cu o valoare nominală determinată, de 975.000 lei.
Practic, prin aceste cupoane, mai multe societăți de stat erau împărțite către populație.
În cele din urmă, s-a ajuns la stadiul actual al privatizărilor, concentrat pe tranzacții individuale.

### Cuponiada
În România, au avut loc două mari cuponiade: cea din 1992 (Legea 58/1991), prin care fiecare român în vârstă de peste 18 ani a primit o hârtie cu cinci cupoane în valoare de 5.000 de lei vechi fiecare (în total 25.000) și cea din 1995, când s-au împărțit cupoane nominale de 975.000 de lei.
Sumele păreau impresionante la momentul respectiv.
Însă, înainte ca oamenii de rând să aibă posibilitatea să le valorifice, au fost erodate de inflație sau cumpărate la preț de nimic de „băieții deștepți”.
Potrivit legii din 1991, 30% din acțiunile firmelor din România urmau să fie repartizate populației prin intermediul celor cinci Fonduri ale Proprietății de Stat – actualele SIF-uri.
Premierul Nicolae Văcăroiu a ales o foarte complicată, dar și ineficientă metodă de privatizare: „cuponiada”. Proprietatea de stat a fost împărțită scriptic în două: 70 la sută a fost transferată către Fondul Proprietății de Stat (FPS), o instituție care urma să privatizeze ceea a primit în portofoliu, iar restul de 30 de procente au fost atribuite către cinci instituții înființate în tot atâtea regiuni istorice: Fondurile Proprietății Private (FPP). Menirea FPP-urilor era de a administra într-un mod cât mai profitabil partea lor de capital în folosul cetățenilor țării. În acest scop, toți cetățenii în vârstă de peste 18 ani au primit „certificate de proprietate" (cupoane), pe care le puteau subscrie fie la una din societățile din portofoliul FPP-urilor, fie direct la FPP-uri.

### Privatizări contestate
Procesul de privatizare a fost văzut deseori în presă ca o sursă de corupție la toate nivelurile. Modul în care s-a făcut privatizarea unor societăți a ridicat și continuă să ridice semne de întrebare. În această categorie intră privatizarea unor societăți precum Romtelecom, Sidex, Combinatul Siderurgic Reșița, IPRS Băneasa, Balneoclimaterica Sovata, Petrom etc. Însă anumite voci din presa națională susțin că aceste companii nu aveau rezultate bune pentru că managementul nu era unul profesionist.și că, cel puțin în cazul Petrom, statul deține în continuare procente importante din totalul acțiunilor - 20,63%. Mai mult, statul încasează dividende anual pentru aceste acțiuni, dividende dublate de taxe și accize considerabile încasate de la Petrom și alte companii petroliere.
Comisia Europeană (CE) a deschis investigații cu privire la acordarea unor ajutoare de stat în cazurile privatizărilor Tractorul Brașov, Mittal Steel Roman și Automobile Craiova.
Cu toate acestea, în pofida nenumăratelor articole de presă, până în prezent nu există cazuri importante în care să se fi dovedit fraude comise de funcționarii statului însărcinați cu privatizarea, asta deși e fapt verificat că programele de privatizare în masă au condus peste tot unde au fost aplicate, la creșterea corupției. De exemplu, un studiu recent realizat în comun de către cercetătorii de la Cambridge și Harvard, concluziona că falimentul Rusiei și al statelor din Europa de est, ca și sărăcia și corupția, au fost provocate de programele de privatizare în masă create de economiștii occidentali și impuse brutal statelor post-comuniste de organisme precum Fondul Monetar Internațional, Banca Mondială și Banca Europeană de Reconstrucție și Dezvoltare.  Cercetătorii arată că cu cât o țară a adoptat mai fidel politicile de privatizare sugerate de la Vest, cu atât mai mult au suferit de eșec economic și corupție.
În 2011 noua scrisoare de intenție convenită de FMI și Guvern vizează o restructurare activă și intensă a companiilor din portofoliul statului, după concluziile concentrate pe absorbție a fondurilor UE. Potrivit acestei scrisori: guvernul urma să desemneze management privat pentru compania Tarom și că va scoate la vânzare până la finele anului un pachet reprezentând 20% din acțiunile CFR Marfă prin oferta publică inițială, urma ca CFR Marfă să fie privatizat.În 2012  statul a scos la licitație alte 61 de întreprinderi de stat pe piața din Moldova.
În 2014 cele mai disputate privatizări au fost cele ale combinatului Oltchim si a CFR Marfă.